# Олевська вулиця
Оле́вська ву́лиця — вулиця у Святошинському районі міста Києва, місцевість Новобіличі. Пролягає від Робітничої вулиці до Підлісної вулиці.
Прилучаються вулиці Лісорубна, Корсунська, Бахмацька і Василя Стефаника. Фактично проїжджою є лише частина Олевської вулиці між вулицями Корсунською і Василя Стефаника.

## Історія
Вулиця виникла у першій половині XX століття під назвою 390-а Нова. Сучасна назва — з 1944 року, на честь міста Олевськ у Житомирській області.